# Onyekachi Apam
Onyekachi Apam (Aba, 30 de Dezembro de 1986) é um futebolista nigeriano que atua como Zagueiro. Atualmente, defende o Rennes, medalhista olímpico de prata.

## Carreira
Apam representou o elenco da Seleção Nigeriana de Futebol no Campeonato Africano das Nações de 2010.

## Títulos
Nigéria
- Campeonato Africano das Nações: 2010 3º Lugar.